# 보르도이섬
보르도이섬(페로어: Borðoy, 덴마크어: Bordø 보르되[*])은 페로 제도의 18개 섬 중 하나이다.